# Urobotrya congolana
Urobotrya congolana là một loài thực vật có hoa trong họ Opiliaceae. Loài này được (Baill.) Hiepko miêu tả khoa học đầu tiên năm 1971.